# مودا (عمان)
 مودا  نام روستایی از توابع شهرستان  دِبّاء البیعه  در شبه‌جزیره و استان مسندم در کشور پادشاهی عمان است.
روستایی زیبا وکوهستانی است که در ارتفاع ۱۴۰۰ متری 
کوه حجر و رؤوس‌الجبال مسندم واقع شده‌است. 

## جمعیت
جمعیت آن ۱۳۰ نفر (11 خانوار) است که از اهل سنت و مالکی مذهب هستند. شغل عمدهٔ مردم روستا کشاورز است. بعضی از مردم نیز دام خانه‌ای نیز دارند.